# Ziua Independenței Poloniei

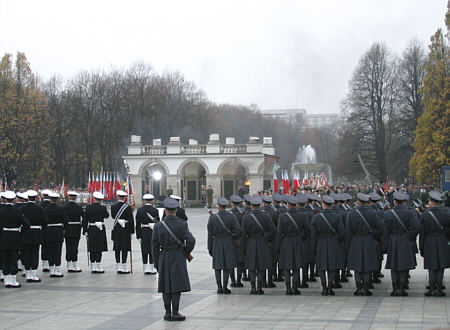

Ziua Independenței Poloniei (poloneză Narodowe Święto Niepodległości) este o sărbătoare națională în Polonia sărbătorită în fiecare an pe 11 noiembrie. Ea este sărbătorită pentru a comemora independența redobândită a Poloniei în 1918 după 123 de ani în care a fost împărțită de Austro-Ungaria, Prusia și Rusia.

## Semnificația datei
Procesul de restaurare a independenței Poloniei a fost treptat; data aleasă este una în care Józef Piłsudski a preluat controlul Poloniei. Ziua Independenței a fost constituită în 1937 și a fost sărbătorită numai de două ori înaintea celui de-al doilea război mondial. În timpul Republicii Populare Polone sărbătoarea națională a fost mutată pe 22 iulie, când a fost enunțat Manifestul PKWN. În 1989 Ziua Independenței a fost mutată înapoi pe 11 noiembrie.